# Hamadryas feronia
Espèce
Hamadryas feronia ou Craqueur variable est une  espèce de lépidoptères (papillons) de la famille des Nymphalidae et de la sous-famille des Biblidinae et du genre Hamadryas.

## Dénomination
Hamadryas feronia a été décrit par le naturaliste suédois Carl von Linné en 1758 sous le nom initial de Papilio feronia.

### Synonymie
- Papilio feronia (Linné, 1758) Protonyme
- Peridroma feronia (Godman & Salvin, 1883) [2]
- Amphichlora feronia (Dyar, 1903)[3]

### Nom vernaculaire
Hamadryas feronia se nomme Craqueur variable en français et Variable Cracker en anglais.

## Taxinomie
Liste des sous-espèces
- Hamadryas feronia feronia; présent au Paraguay, en Équateur, au Brésil, au Pérou, en Colombie, au Venezuela, au Surinam, en Guyana et en Guyane[5].

Synonymie pour cette sous espèce
Ageronia feronia catablymata (Fruhstorfer, 1916)
Ageronia feronia odumbrata (Fruhstorfer, 1916)
Peridromia feronia peruviana (Bryk, 1953)
Hamadryas feronia obumbrata  (Brown & Mielke, 1967)
- Hamadryas feronia farinulenta (Fruhstorfer, 1916); présent au Mexique, au Guatemala, au Costa Rica, à Panama, en Équateur, au Honduras, en Colombie,  en Bolivie, au Brésil, au Pérou, au Venezuela et à Trinité-et-Tobago[7].

Synonymie pour cette sous espèce
Ageronia feronia farinulenta (Fruhstorfer, 1916)
Ageronia feronia insularis (Fruhstorfer, 1916)

## Description
Hamadryas feronia est un grand papillon d'une envergure de 73 mm à 83 mm aux ailes antérieures à bord costal vouté, qui présente un dessus marbré de tons de beige ornementé de bleu avec aux ailes antérieures une marque rouge en S à la moitié du bord costal.
Le revers est blanc crème avec une ornementation marron de la partie discale et postdiscale des ailes antérieures et des ailes postérieures blanc crème avec uniquement une ligne submarginale de cercles marron et une bande marginale marron ponctuée de taches crème. Les ailes antérieures présentent la même marque rouge à la moitié du bord costal que sur le dessus.

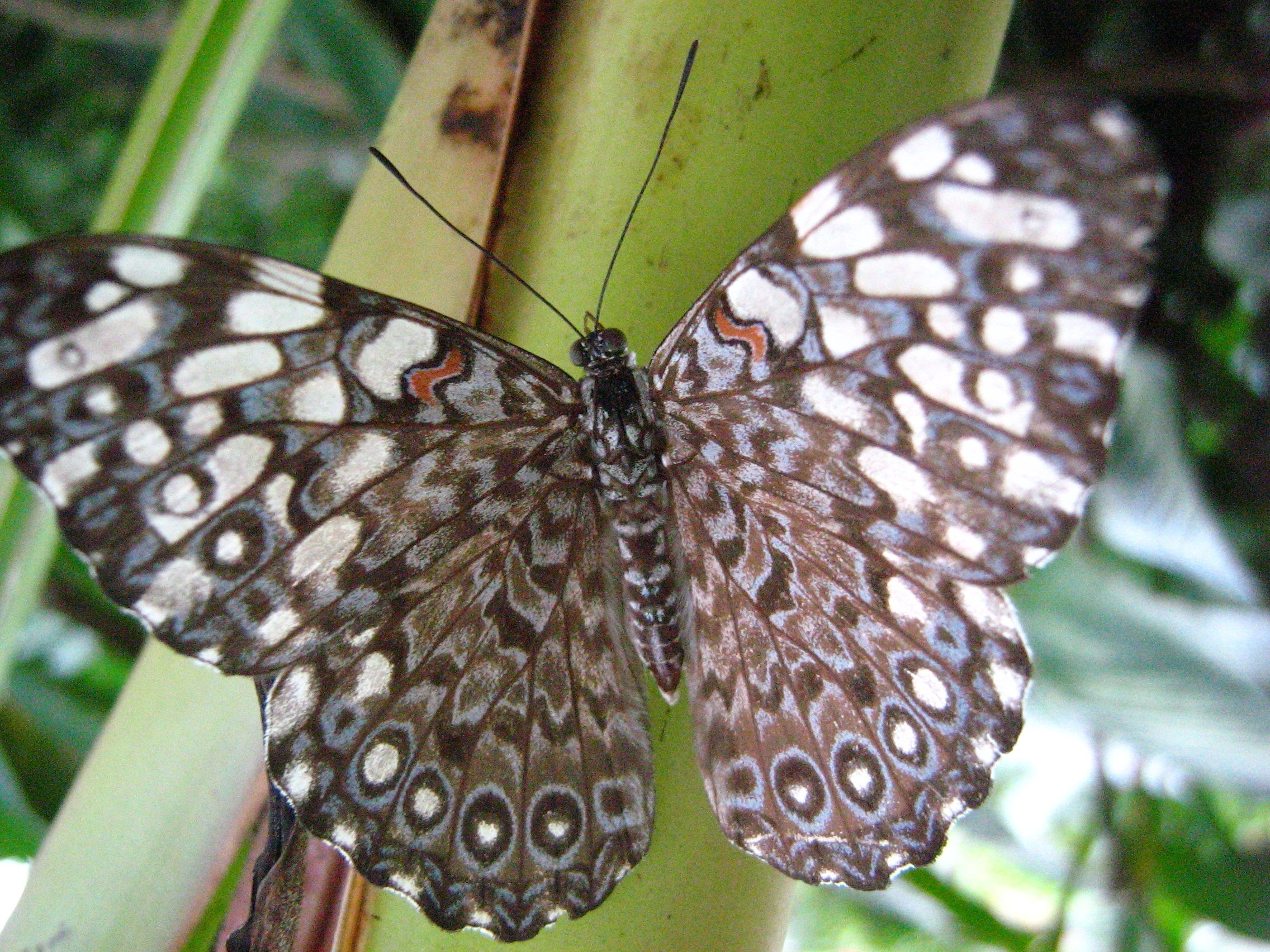
Craqueur variable in vivo

### Chenille
Les chenilles sont noires, ornées d'une ligne rouge, et développent de nombreuses épines.

## Biologie
Hamadryas feronia vole toute l'année en zone tropicale, de juillet à décembre dans le sud du Texas.

### Plantes hôtes
Les plantes hôtes de sa chenille sont des Euphorbiaceae, Dalechampia scandens, Dalechampia stenosepala, Dalechampia tiliifolia et Dalechampia triphylla (travaux de Jenkins en 1983, Otero en 1988, Neild en 1996 et Host en 2010),.

## Écologie et distribution
Hamadryas feronia est présent dans le sud du Texas, au Mexique,  au Guatemala, au Costa Rica, au Honduras, en Équateur, en Colombie, au Venezuela, à Trinité-et-Tobago, en Bolivie, au Pérou, au Paraguay au Brésil, au Surinam, en Guyana et en Guyane,,. 

### Biotope
Hamadryas feronia réside en forêt tropicale où il est visible en bordure des routes.

### Protection
Pas de statut de protection particulier.